# Осовецька сільська рада
Осове́цька сільська́ ра́да — колишня адміністративно-територіальна одиниця та орган місцевого самоврядування в Чортківському районі Тернопільської області. Адміністративний центр — с. Осівці.

## Загальні відомості
Осовецька сільська рада утворена в 1971 році.
- Територія ради: 19,64 км²
- Населення ради: 1 018 осіб (станом на 2001 рік)
- Територією ради протікає річка Стрипа

До 19 липня 2020 р. належала до Бучацького району.
11 грудня 2020 р. увійшла до складу Бучацької міської громади.

## Населені пункти
Сільській раді підпорядковані населені пункти:
- с. Осівці

## Склад ради
Рада складається з 16 депутатів та голови.
- Голова ради:
- Секретар ради: Горожанська Надія Іванівна

### Керівний склад попередніх скликань
| Прізвище, ім'я, по батькові      | Основні відомості                                    | Дата обрання | Дата звільнення |
| -------------------------------- | ---------------------------------------------------- | ------------ | --------------- |
| Жирівська Світлана Володимирівна | Сільський голова, 1969 року народження, позапартійна | 26.03.2006   | 31.10.2010      |

Примітка: таблиця складена за даними сайту Верховної Ради України

### Депутати
За результатами місцевих виборів 2010 року депутатами ради стали:

#### За суб'єктами висування
| Суб'єкт висування | Кількість обраних депутатів | %   |
| ----------------- | --------------------------- | --- |
| Самовисування     | 16                          | 100 |

#### За округами
| № округу | Прізвище, ім'я, по батькові   | Дата визнання обраним | Освіта             | Партійна приналежність | Відомості про обраного депутата             |
| -------- | ----------------------------- | --------------------- | ------------------ | ---------------------- | ------------------------------------------- |
| 1        | Брінджак Надія Богданівна     | 04.11.2010            | вища               | позапартійна           | ФГ Стрипа, голова                           |
| 2        | Горожанська Надія Іванівна    | 04.11.2010            | вища               | позапартійна           | с/р, секретар                               |
| 3        | Гіль Володимир Ярославович    | 04.11.2010            | середня            | позапартійний          |                                             |
| 4        | Пузь Микола Миколайович       | 04.11.2010            | вища               | позапартійний          | Університет, студент                        |
| 5        | Паньків Ігор Володимирович    | 04.11.2010            | вища               | позапартійний          | РВУМВС, начальник СКР                       |
| 6        | Горбатюк Володимир Михайлович | 04.11.2010            | середня            | позапартійний          |                                             |
| 7        | Чайківський Іван Васильович   | 04.11.2010            | вища               | позапартійний          | Університет, студент                        |
| 8        | Жирівський Сергій Богданович  | 04.11.2010            | середня            | позапартійний          |                                             |
| 9        | Крупа Микола Володимирович    | 04.11.2010            | середня            | позапартійний          |                                             |
| 10       | Мариняк Василь Володимирович  | 04.11.2010            | середня спеціальна | позапартійний          | с/г ТзОВ Поділля, інженер                   |
| 11       | Леськів Володимир Андрійович  | 04.11.2010            | середня            | позапартійний          |                                             |
| 12       | Ворона Галина Федорівна       | 04.11.2010            | середня            | позапартійна           |                                             |
| 13       | Мариняк Ганна Дем'янівна      | 04.11.2010            | середня            | позапартійна           |                                             |
| 14       | Даньків Богдан Миколайович    | 04.11.2010            | середня            | позапартійний          |                                             |
| 15       | Виничин Василь Петрович       | 04.11.2010            | середня спеціальна | позапартійний          | Тернопільська залізниця, помічник машиніста |
| 16       | Мариняк Ігор Володимирович    | 04.11.2010            | вища               | позапартійний          |                                             |